# 鳞甲

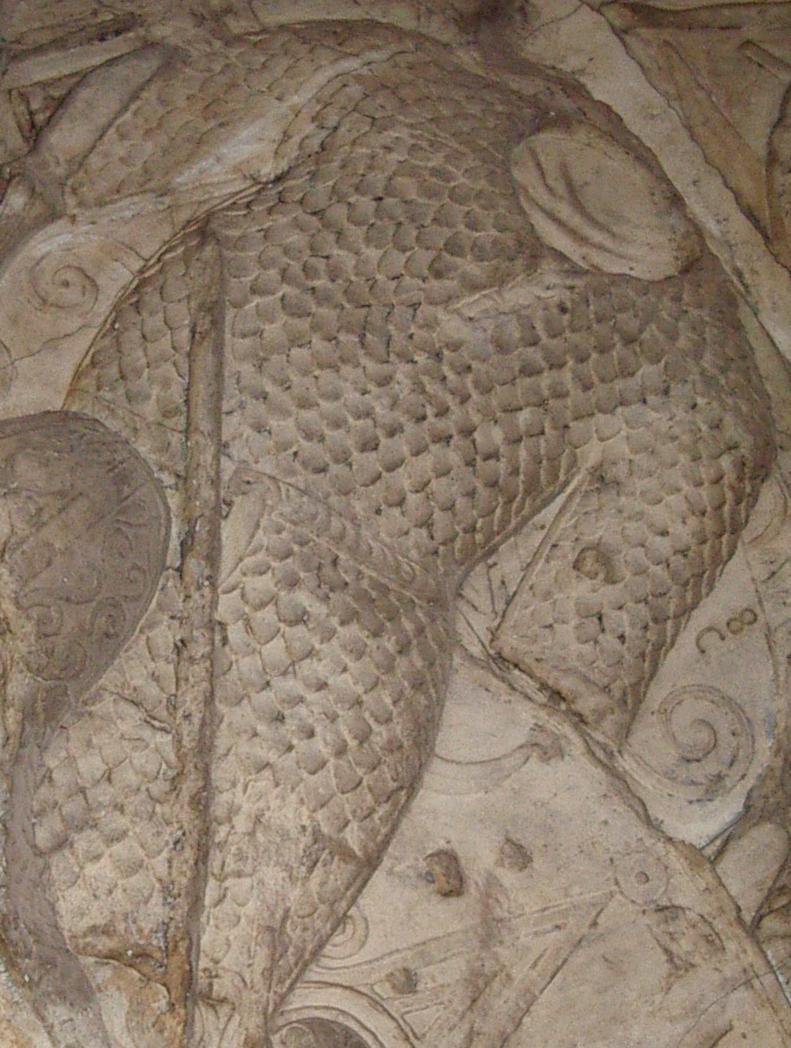
图拉真柱浮雕上的达西亚鳞甲。

鳞甲是一种早期的盔甲类型，由各种材质和样式的单个小片状护甲彼此穿接，并按彼此重叠的排列固定于布质或皮质的背衬上制成。鳞甲的使用范围相当广泛，许多不同文明的战士都曾经使用鳞甲，有时甚至会为他们的战马装备鳞甲。鳞甲的材质十分多样，包括青铜、铁、生皮、皮革、煮沸皮、种子、兽角，甚至在中国古代曾经用纸制作。材质的种类主要是由材料的可利用性决定的。
在中國由於長期要對抗北方遊牧民族騎射，鱗甲比鎖子甲對弓箭防禦力更好，因此鱗甲一直是中國各朝代甲冑主流，當然因成本考量無法全軍裝備，仍會使用其他較便宜的甲冑。

## 鳞甲的种类

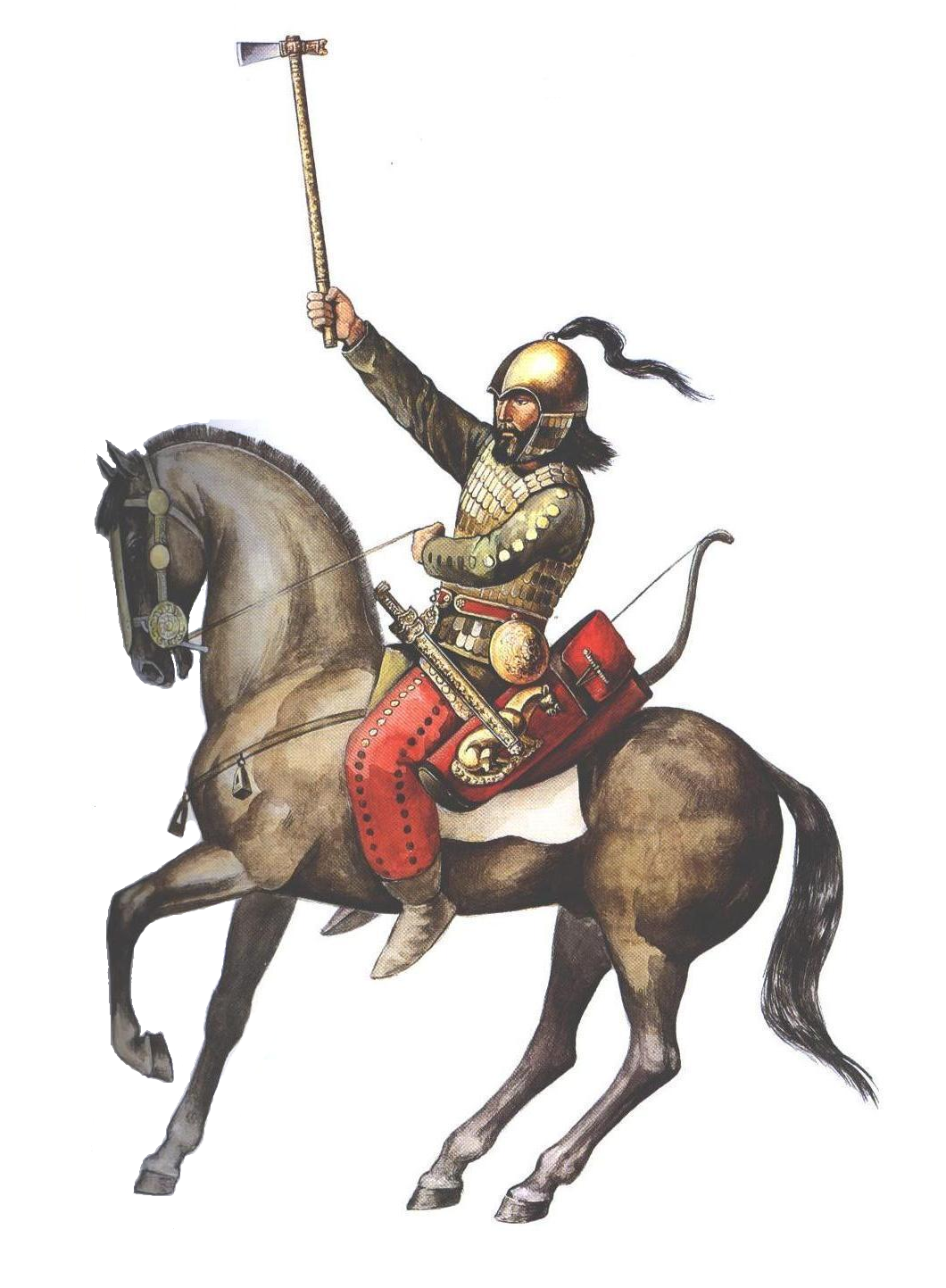
身着青铜鳞甲的斯基泰战士。
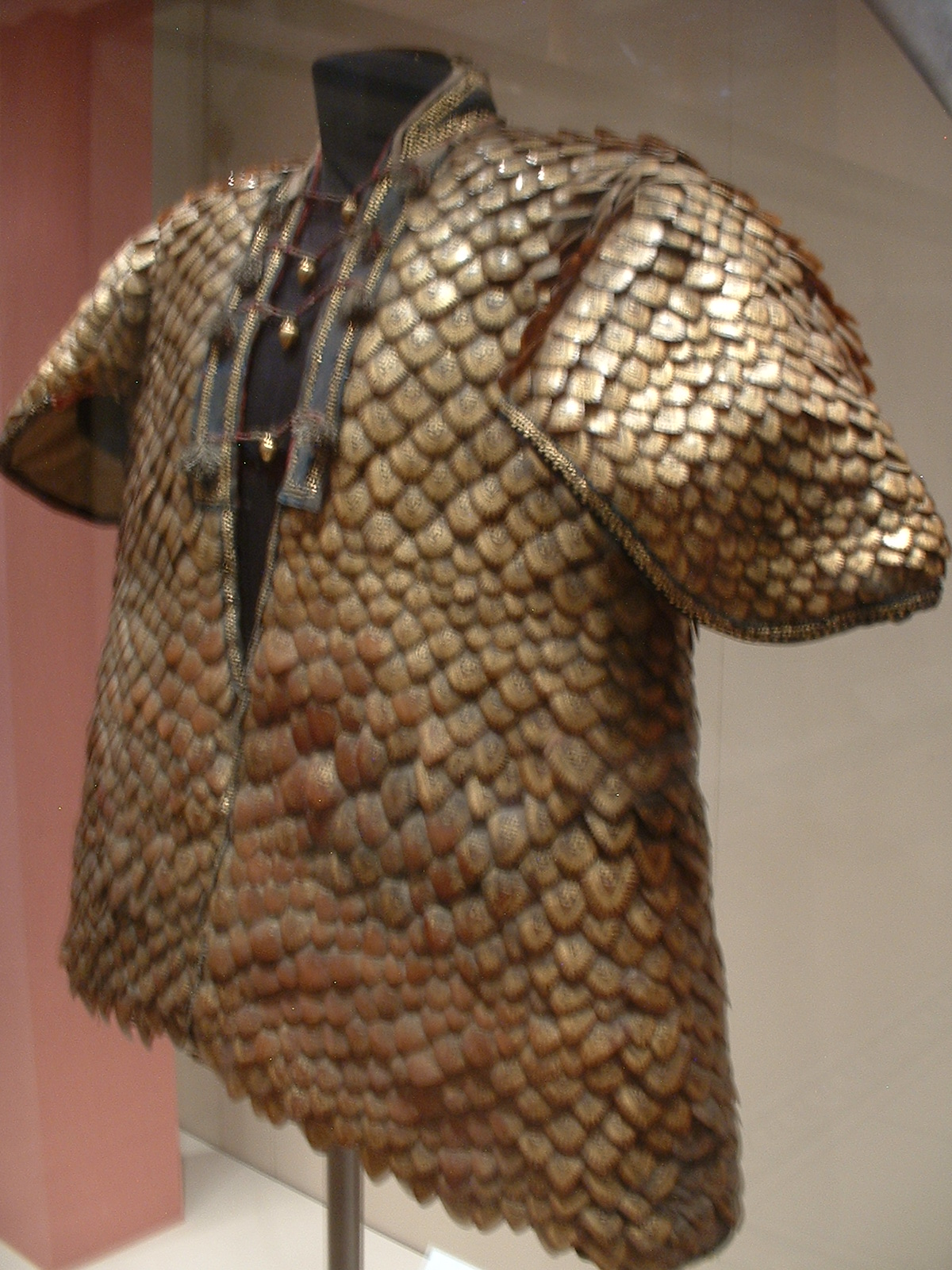
镀金鳞甲，装饰有穿山甲鳞片。（印度拉贾斯坦，19世纪早期）
早期制甲工艺示例。上面两幅图为制造鳞甲的工艺。
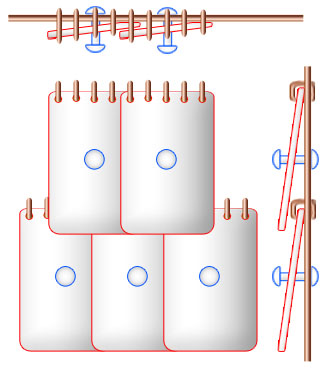
铆接的鳞甲。鳞片上部与背衬相接，中部则松散地与背衬系在一起。（东欧，基辅罗斯和拜占庭帝国）
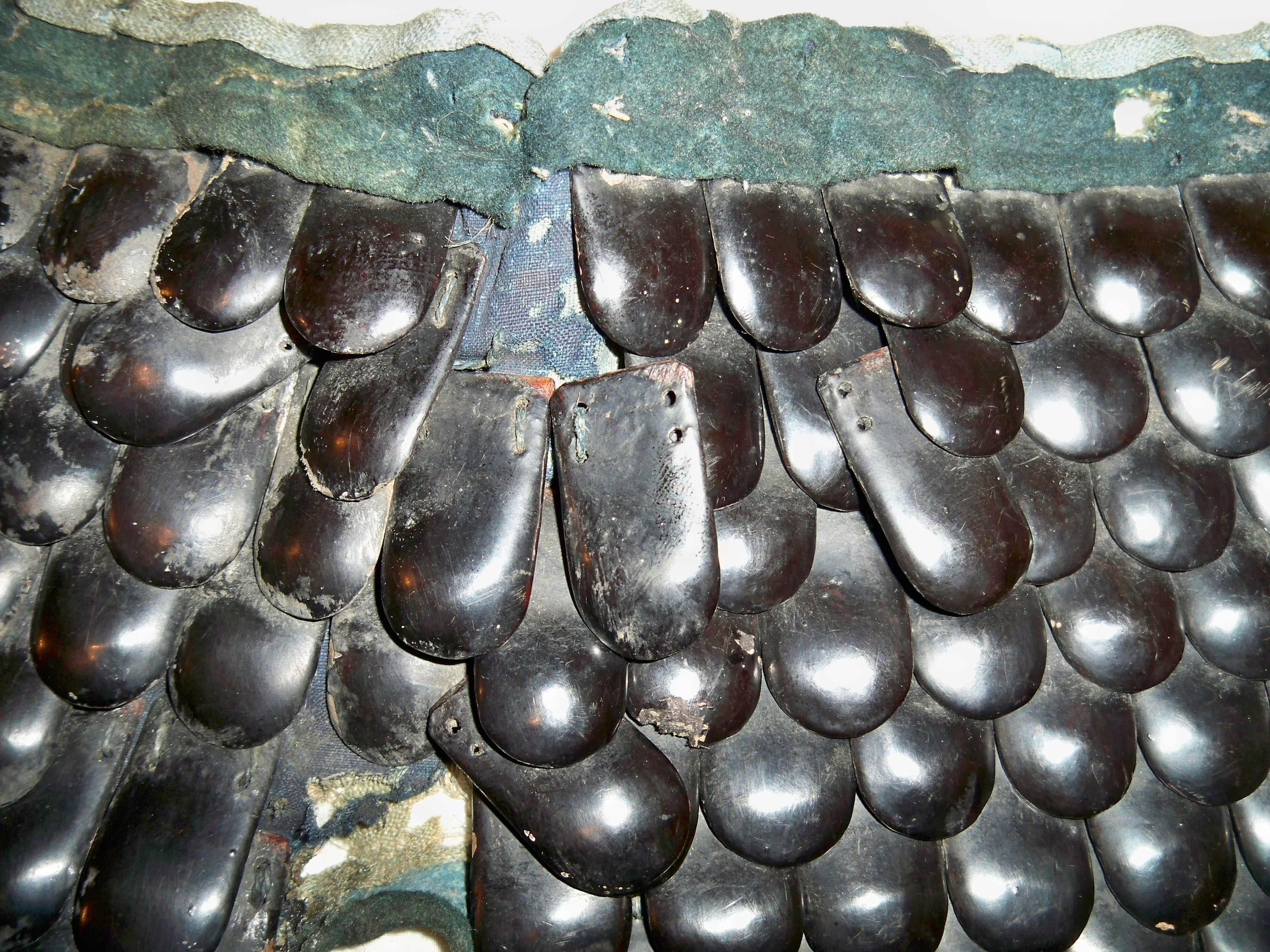
日本的鱼鳞小札。
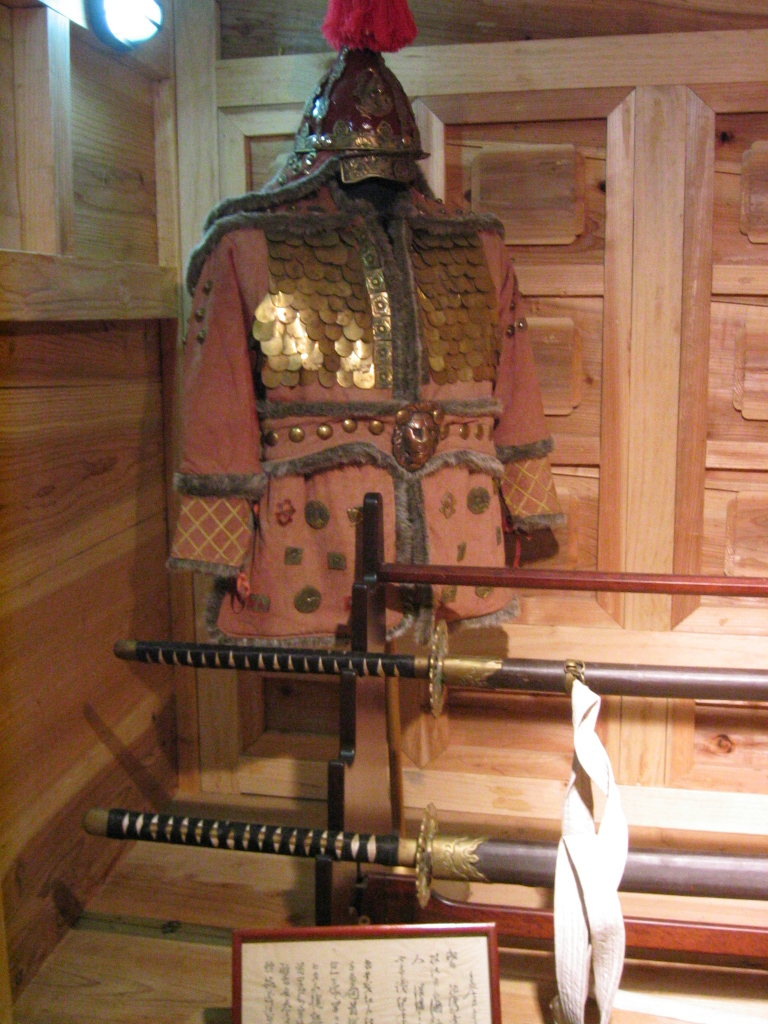
李氏朝鲜的锡鳞甲，陈列于唐项浦旅游区（唐项浦海战发生地）。
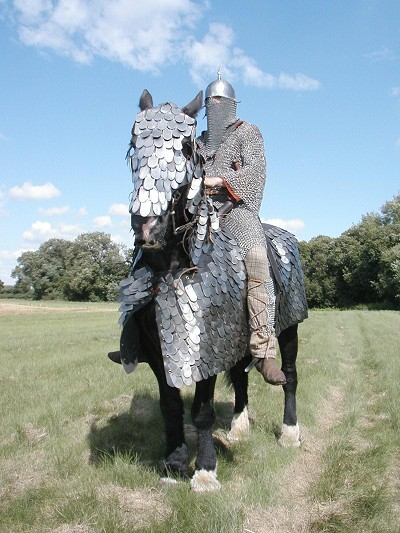
历史爱好者扮演的萨珊王朝时期的铁甲骑兵。